# 斯普林霍洛鎮區 (密蘇里州拉克利德縣)
斯普林霍洛鎮區（英語：Spring Hollow Township）是位於美國密蘇里州拉克利德縣的一個行政鎮區。

## 地方資料
斯普林霍洛鎮區的面積為244.42平方千米，當中陸地面積為243.70平方千米，而水域面積為0.72平方千米。根據2020年美國人口普查的數據，當地共有人口3962人，而人口密度為每平方千米16.21人。